# Porsche Tennis Grand Prix 2009
Porsche Tennis Grand Prix 2009 — жіночий тенісний турнір, що вперше проходив на закритих ґрунтових кортах. Це був 32-й за ліком Porsche Tennis Grand Prix. Належав до категорії Premier у рамках Туру WTA 2009. Відбувся на Porsche Arena в Штутгарті (Німеччина). Тривав з 27 квітня до 3 травня 2009 року. Світлана Кузнецова здобула титул в одиночному розряді.

## Учасниці

### Сіяні учасниці
| Гравчиня           | Країна   | Рейтинг* | Сіяна |
| ------------------ | -------- | -------- | ----- |
| Дінара Сафіна      | Росія    | 1        | 1     |
| Олена Дементьєва   | Росія    | 3        | 2     |
| Єлена Янкович      | Сербія   | 4        | 3     |
| Вікторія Азаренко  | Білорусь | 8        | 4     |
| Світлана Кузнецова | Росія    | 9        | 5     |
| Надія Петрова      | Росія    | 10       | 6     |
| Каролін Возняцкі   | Данія    | 11       | 7     |
| Агнешка Радванська | Польща   | 12       | 8     |

- Рейтинг станом на 27 квітня 2009.

### Інші учасниці
Нижче наведено учасниць, які отримали вайлд-кард на участь в основній сітці:
- Сабіне Лісіцкі
- Анна-Лена Гренефельд

Нижче наведено гравчинь, які пробились в основну сітку через стадію кваліфікації:
- Цветана Піронкова
- Альберта Бріанті
- Кароліна Шпрем
- Андреа Петкович

## Фінальна частина

### Одиночний розряд
Світлана Кузнецова —  Дінара Сафіна, 6–4, 6–3
- Для Кузнецової це був перший титул за сезон і 10-й — за кар'єру.

### Парний розряд
Бетані Маттек-Сендс /  Надія Петрова —  Хісела Дулко /  Флавія Пеннетта, 5–7, 6–3, 10–7